# Dale Hennesy
Dale Hugh Hennesy est un directeur artistique américain né le 24 août 1926 à Washington (district de Columbia) et mort le 20 juillet 1981 dans le quartier d'Encino à Los Angeles (Californie).

## Biographie
Dale Hennesy est en lien avec l'industrie du cinéma dès son jeune âge, son père Hugh Hennesy travaillant pour les studios Disney. Il travaille par la suite pour 20th Century Fox et Disney comme illustrateur, et fait même des dessins pour la création de Disneyland. Il passe à la direction artistique au cours des années 1960,.
Il meurt pendant le tournage d'Annie, pour lequel il est nommé aux Oscars à titre posthume. Gene Callahan prend sa suite pour terminer le film, mais refusera d'être crédité pour ce travail,.
On trouve d'autres personnalités liées au cinéma ou à la télévision dans sa famille, des actrices comme sa fille Carolyn Hennesy (en), ou sa belle-sœur Barbara Rush, et une journaliste, sa nièce Claudia Cowan (en).

## Filmographie (sélection)
- 1966 : Le Voyage fantastique (Fantastic Voyage) de Richard Fleischer
- 1971 : L'Inspecteur Harry (Dirty Harry) de Don Siegel
- 1972 : Tout ce que vous avez toujours voulu savoir sur le sexe (sans jamais oser le demander) (Everything You Always Wanted to Know About Sex (But Were Afraid to Ask)) de Woody Allen
- 1973 : Woody et les Robots (Sleeper) de Woody Allen
- 1973 : La Bataille de la planète des singes (Battle for the Planet of the Apes) de J. Lee Thompson
- 1974 : Frankenstein Junior (Young Frankenstein) de Mel Brooks
- 1976 : L'Âge de cristal (Logan's Run) de Michael Anderson
- 1976 : King Kong de John Guillermin
- 1978 : Du feu dans le ciel (A Fire in the Sky) de Jerry Jameson (TV)
- 1980 : Le Concours (The Competition) de Joel Oliansky
- 1982 : Annie de John Huston

## Distinctions

### Récompenses
- Oscars 1967 : Oscar des meilleurs décors pour Le Voyage fantastique
- Saturn Awards 1976 : Saturn Award des meilleurs décors pour Frankenstein Junior
- Saturn Awards 1977 : Satellite Award de la meilleure direction artistique pour L'Âge de cristal

### Nominations
- BAFTA 1977 : meilleurs décors pour King Kong
- Oscars 1977 : Oscar des meilleurs décors pour L'Âge de cristal
- Oscars 1983 : Oscar des meilleurs décors pour Annie (à titre posthume)